# Мини голф
Мини голф је варијанта спортске игре голф. Циљ игре је да се са што мање удараца лоптица, помоћу штапа, са почетног поља убаци у рупу, односно да се постигне што мањи број бодова. Игра се на низу терена изграђених од вештачке подлоге, такозваних „рупа”. Обично их има 9, слично голфу, али их може бити и 18. Мини голф, као што и само име каже, представља умањену верзију голфа. Правила игре су слична, а највећа разлика у односу на стандардни голф јесу димензије терена за игру. За разлику од великих травнатих терена, који се користе за стандардни голф и који се распростиру и на неколико квадратних километара, мини-голф се игра на мањим просторима на којима је пут који лоптица прелази од почетне тачке до рупе дугачак свега неколико метара.
У игри се користе вештачке подлоге, попут тепиха, вештачке траве или бетона. Терени су геометријског облика који често захтева нетрадиционалне линије пута лоптице, условљене вештачким препрекама какве су банкине, зидови од бетона, метала или пластике, статични тунели, цеви или рампе, или покретне препреке као што су ветрењаче.
Мини голф је једна од омиљених спортских игара у многобројним земљама широм планете. Ова игра је популарна међу свим генерацијама. Правила игре су једноставна, а потребни реквизити су штап, лоптица за голф и терен са рупама. За разлику од голфа, за ову умањену варијанту потребно је знатно мање простора, што значи да је и прављење терена много јевтиније.

## Назив игре
Док Међународна мини голф федерација (World Minigolf Sport federation - WMF) преферира назив „миниголф” (minigolf), шира јавност у разним земљама има и многа друга имена за ову игру: минијатурни голф, мини голф, патуљасти голф, луди голф, авантуристички голф и сличне. Назив „миниголф” раније је био регистровани заштитни знак шведске компаније која је изградила сопствени патентирани тип терена за миниголф.

## Правила игре
Мини голф се игра појединачно или у групама. За игру се користе палица и лоптица. Групе могу имати највише 4 члана. Бележи се број удараца лоптице штапом, од почетног положаја до убацивања у рупу. Максимални број удараца по једној рупи је 6. Ако се лоптица током тих покушаја не убаци, уписује се 7 поена и игра се наставља на следећем пољу. Играч може да помери лоптицу 20 цм од ивице или препреке без казнених поена. Када лоптица изађе ван терена враћа се на место где је изашла, а играч добија један казнени поен. Победник је онај ко из најмањег броја покушаја убаци лоптицу у све рупе. Ова правила мало су се мењала од краја 20-их година 20. века, када су установљена. У међувремену промењена је подлога за играње, па се у модерно доба праве бетонирана поља на теренима.

## Историја
Идеја за стварање минијатурног голфа потекла је од правог, „великог” голфа. Терени за миниголф геометријских облика, направљени од вештачких материјала почели су да се појављују почетком 20. века. Прво документовано помињање таквог терена забележено је у часопису The Illustrated London News, у издању од 8. јуна 1912. године.
Године 1916. Џејмс Барбер (James Barber) је, на свом поседу у Северној Каролини направио терен за игру сличну данашњем мини голфу, коју је назвао „тистли ду” (This'll Do). Играна је уз помоћ штапова и лоптице за голф, а на терену за играње били су направљени минијатурни тобогани, мостови, тунели и друге препреке које су отежавале игру и чиниле је занимљивијом. У наредних неколико година и други ентузијасти почели су да осмишљавају сличне игре.
Енглез Томас Мекулок Ферборн (Thomas McCullough Fairbairn), страствени заљубљеник у голф који је живео у Мексику, унео је у ову игру револуционарну новину. Он је 1922. године саградио терен за мини голф на плантажи памука. Терен је претходно посуо песком, а затим прекрио подлогом коју је правио од мешавине љуски семена памука, уља и зелене боје која је требало да симулира боју траве. Ферборн је основао и компанију под називом Терени за минијатурни голф и патентирао свој проналазак. Овим открићем мини голф је постао доступан свуда.

### Мини голф у Сједињеним Америчким Државама
Године 1926. Дрејк Деланој (Drake Delanoy) и Џон Ледбетер (John Ledbetter) саградили су први терен за мини голф на врху једног солитера у Њујорку. За ту сврху они су модификовали Ферборнов патент, и њихов проналазак постао је изузетно популаран. Крајем 20-их година 20. века само у Њујорку постојало је преко 150 сличних терена, а десетине хиљада широм Сједињених Америчких Држава.
Сви дотадашњи проналасци били су варијанте сличне мини голфу какав данас познајемо, али саму игру на теренима сличним данашњим први је патентирао Гарнет Картер (Garnet Carter), Американац из Тенесија, 1927. године. Он је саградио терене за мини голф поред хотела који је поседовао, а у реализацији идеја о постављању препрека и захтева приликом игре помогла му је супруга Фрида. Поента игре била је да се што више пута лоптица убаци у рупу на пољима направљеним широм терена, а у томе су играче спутавале различите препреке. Мини голф обично су играла два до четири играча, и представљао је праву забаву за породице у тренуцима одмора. Картер је 1930. године основао компанију за изградњу мини голф терена.
Овај амерички мини-голф процват с почетка 20. века завршио се током Велике депресије тридесетих година 20. века. До 1940. године у Сједињеним Америчким Државама затворени су и срушени скоро сви терени за мини голф. Међу ретким сачуваним теренима из овог периода је мини голф игралиште Parkside Whispering Pines Miniature Golf Course у близини Рочестера (Њујорк), које је 2002. године уписано у амерички Национални регистар историјских места.
Године 1938, када је Велика депресија почела да јењава, Јозеф и Роберт Тејлор (Joseph Taylor, Robert Taylor) из Бингамтона у Њујорку започели су изградњу и управљање властитим мини голф теренима који нису обухватали само уређење подлоге, већ и различите препреке, међу којима су биле ветрењаче, замкови и бунар жеља.
У Сједињеним Америчким Државама сваке године се, друге суботе у мају, обележава Национални дан мини голфа. Догађај је започет 12. маја 2007. године.

### Мини голф у Европи
Један од првих познатих мини голф терена у континенталној Европи саградио је 1926. Фр. Шредер (Fr. Schröder) у Хамбургу. Године 1930. Швеђани Едвин О. Норман (Edwin O. Norrman) и Ескил Норман (Eskil Norman) вратили су се у Шведску из Сједињених Америчких Држава. Боравили су тамо неколико година и били сведоци златних дана америчког процвата мини голфа. Године 1931. основали су компанију Norman och Norrmans Miniatyrgolf и започели изградњу стандардизованих мини голф терена шведско тржиште. Током следећих година ову нову забаву проширили су широм Шведске, тако што су градили терене за мини голф у јавним парковима и на другим погодним локацијама.
Шведска мини голф федерација (Svenska Bangolfförbundet) основана, 1937. године, најстарија је спортска организација за мини голф у свету. Државна првенства Шведске у миниголфу играју се сваке године од 1939. У другим земљама, спортске федерације миниголфа нису основане све до касних 50-их година 20. века, због послератне економске депресије.

### Друге земље
Миниголф до сада није достигао широку популарност ван Европе и Северне Америке. У Европи и Америци остао је једна од најпопуларнијих игара на отвореном, али само као повремена забавна активност, а не као такмичарски спорт.

### Мини голф у Србији
У Србији овај спорт није развијен на клупском нивоу, али постоји мноштво терена широм Србије и велики интерес, а осамдесетих година је био врло популаран углавном као вид рекреације.
У Београду је у другој половини 20. века постојало неколико терена за мини голф, између осталих на Калемегдану, Ади Циганлији и у Спортском центру „Олимп” на Звездари. Током 90-их година, после распада бивше СФРЈ, већина ових терена, како у Београду тако и у целој Србији, је пропала и деценијама није обнављана. Године 2019. терен на Ади Циганлији је реновиран, а од прилике у исто време и терен на „Олимпу”.
Терени за мини голф обнављају се и у другим градовима Србије, или се граде нови. Међу њима су терени у Зајечару и на Сребрном језеру.
У пролеће 2004. године организовано је прво (незванично) Првенство Београда у мини голфу. Следеће године је у Београду, у циљу афирмације мини голф спорта у Београду и Србији, основан Мини Голф Клуб „Победник”. Постоји иницијатива за обнављањем и реконструкцијом неких терена, као и за изградњу нових. У Београду се, на Ади Циганлији, организује спортски турнир у мини голфу Belgrade Mini Open. Србија је, као и већина земаља света, чланица Међународне мини голф федерације.

## Управљачко тело
Мини голфом на међународном нивоу управља Међународна мини голф федерација (World Minigolf Sport federation - WMF), са седиштем у Гетеборгу у Шведској. WMF је члан Међународне асоцијације спортских федерација. Она организује Светска првенства за младе и елитне играче, као и континентална првенства у Европи, Азији и Сједињеним Државама, која се одржавају у наизменичним годинама.

### Чланови ВМФ-а
| Nation                    | Governing body                                              |
| ------------------------- | ----------------------------------------------------------- |
| Аустралија                | Australian Mini Golf Association                            |
| Аустрија                  | Österreichischer Bahnengolf-Verband                         |
| Белгија                   | Union Belge de MiniGolf — Belgische Verbond voor MidgetGolf |
| Велика Британија          | British Mini Golf Association                               |
| Вијетнам                  | Vietnam Minigolf Foundation                                 |
| Данска                    | Dansk Minigolf Union                                        |
| Естонија                  | Estonian Minigolf Association                               |
| Индија                    | Minigolf Federation of India                                |
| Индонезија                | Persatuan Mini Golf Indonesia                               |
| Иран                      | Iran Minigolf Societ                                        |
| Израел                    | Israeli Minigolf Association (R.A.)                         |
| Италија                   | Federazione Italiana Golf su Pista                          |
| Јапан                     | Japan Mini Golf Association                                 |
| Јужна Кореја              | Korea Newsports Association                                 |
| Кина                      | China Minigolf Sport Federation                             |
| Кинески Тајпеј            | Minigolf Sport Association                                  |
| Кипар                     | City Mini Golf                                              |
| Косово                    | Federata e Minigolfit e Kosovës                             |
| Летонија                  | Latvian Minigolf Clubs Association                          |
| Лихтенштајн               | Liechtensteiner Minigolf-Sport-Verband                      |
| Луксембург                | Fédération Luxembourgeoise de Golf sur Pistes               |
| Мађарска                  | Magyar Minigolf Országos Szakszövetség                      |
| Малезија                  | Malaysian Minigolf Sport Association (MMGSA)                |
| Мексико                   | Federacion Mexicana de Minigolf                             |
| Молдавија                 | National Golf Federation of Moldova                         |
| Монголија                 | Mongolian Amateur Minigolf Federation                       |
| Немачка                   | Deutscher Minigolfsport Verband                             |
| Нови Зеланд               | MiniatureGolf Association                                   |
| Норвешка                  | Norges Minigolf Forbund                                     |
| Пољска                    | Minigolf Club Sopot                                         |
| Португалија               | Federacão Portuguesa de Minigolfe                           |
| Румунија                  | Club Sportiv Minigolf Riviera                               |
| Русија                    | Russian Golf Association                                    |
| Сингапур                  | Miniature Golf Association (Singapore)                      |
| Сједињене Америчке Државе | United States ProMiniGolf Association (USPMGA)              |
| Словачка                  | Slovenský zväz dráhového golfu                              |
| Словенија                 | Mini Golf Zveza Slovenije                                   |
| Србија                    | Serbian Minigolf Association                                |
| Тајланд                   | Minigolf Association Thailand                               |
| Турска                    | Uluslararasi Minigolf & Tuna Minigolf                       |
| Украјина                  | Ukrainian Golf Federation                                   |
| Уједињени Арапски Емирати | Emirati Mini Golf                                           |
| Филипини                  | Affiliation Minigolf of the Philippines                     |
| Финска                    | Suomen Ratagolfliitto                                       |
| Француска                 | Fédération Française de Minigolf                            |
| Холандија                 | NMB = Nederlandse Minigolf Bond                             |
| Хрватска                  | Croatian Minigolf Federation                                |
| Чешка                     | Český minigolfový svaz                                      |
| Швајцарска                | Swiss Minigolf                                              |
| Шведска                   | Svenska Bangolfförbundet                                    |

Поред класичног мини голфа на отвореном, мини голф у затвореном постигао је одређену популарност, посебно у хладнијим климама попут Канаде и Финске. Може се играти током целе године, а контрола климе омогућава изградњу сложених препрека које не би издржале временске непогоде. Постоје такође различите преносиве мини голф „стазе“  који се могу поставити као (ЈМ Ентс ) привремене стазе у затвореном или на отвореном.
18. и последња рупа многих минијатурних голф терена дизајнирана је тако да буквално узима лопту, ефектно спречавајући играча да игра додатне рунде без куповине карте за другу игру.

## Такмичења и турнири
Најранија документована такмичења у мини голфу одиграна су у Сједињеним Америчким Државама. Први национални турнир у мини голфу организован је 1930. године. Квалификациони турнири су одиграни у свих 48 држава, а финално такмичење у Лукаут Маунтину привукло је преко 200 играча који су представљали тридесет држава.
Скоро све европске земље имају званичну националну федерацију за промоцију мини голфа као такмичарског спорта. Европско првенство привлачи такмичаре из више од двадесет европских земаља. Изван Европе само је мали број земаља учествовао у међународним такмичењима у мини голфу. Године 2007. укључиле су се и САД, Јапан, Кина, Индија и Тајван.
Светска мини голф федерација представља око 40.000 регистрованих такмичара из 37 земаља. Национални  савез Немачке има 11.000 чланова са конкурентском лиценцом, а шведски савез има 8.000 регистрованих такмичара. Међу осталим већим савезима су и Аустријски и Швајцарски, а сваки има неколико хиљада лиценцираних такмичара.
Највеће новчане награде исплаћују се у Сједињеним Америчким Државама, где победник великог такмичења може зарадити и до 5.000 америчких долара. У континенталној Европи новчане награде су углавном прилично ниске, а у многим случајевима у питању је само рејтинг. Међународна првенства обично уопште не дају новчане награде.

### Међународни турнири
Међународна мини голф федерација (ВМФ) организује Светска првенства у непарним, а првенства у Европи и Азији организују се у парним годинама. Многа од ових такмичења распоређена су у три старосне групе: јуниори (испод 20 година), одрасли (без старосне границе) и сениори (старији од 45 година).

## Социолошки аспект игре
За најшири слој грађанства мини голф представља спој спорта, рекреације и забаве, па се популарност ове игре успешно користи за развој туризма и за повећање спортско-рекреативне понуде многих туристичких локалитета. Корпорације често користе мини голф за тим билдинг, како би се оживела снага тимског духа и развили сарадња и поверење запослених.